# Chile Vamos

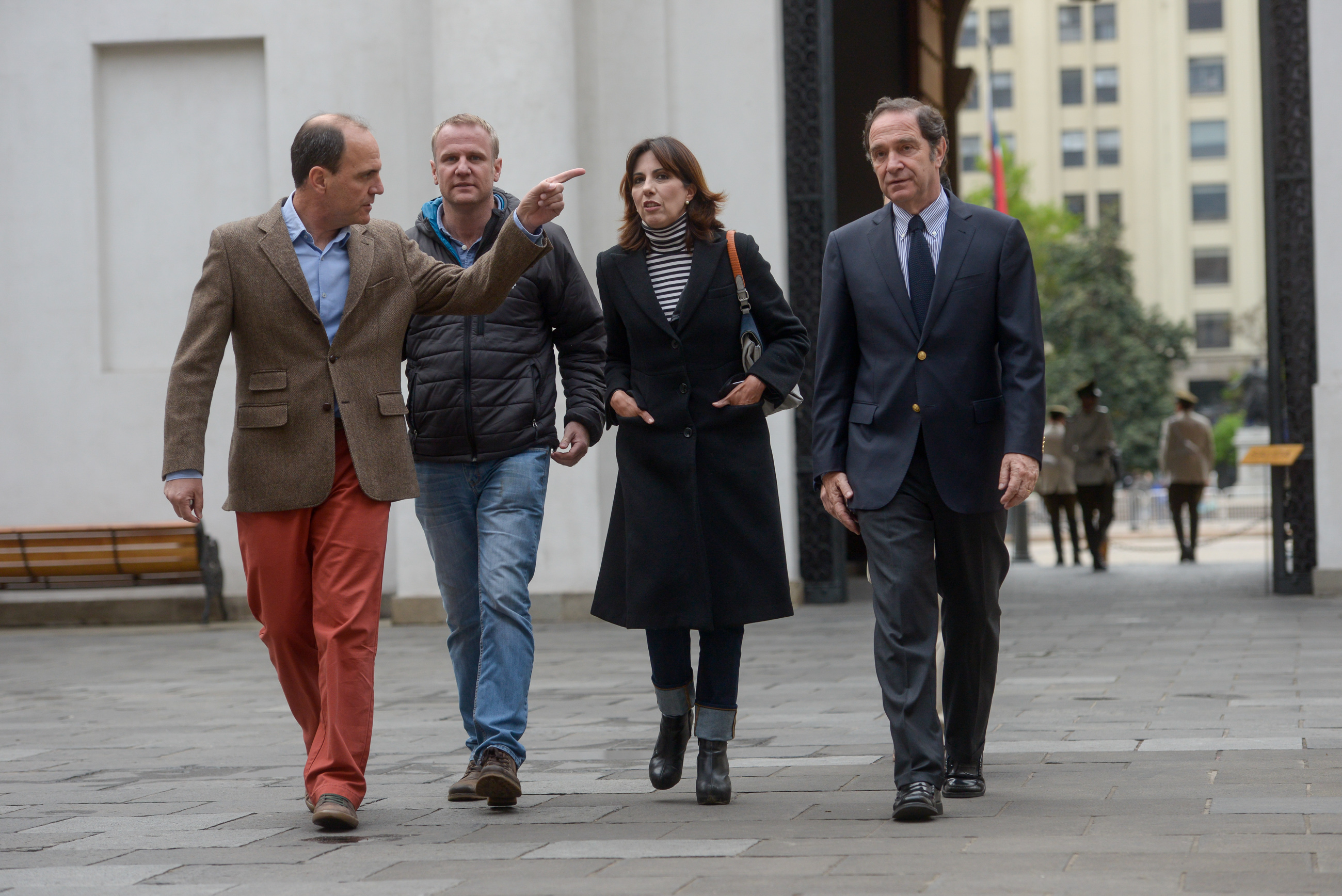
Os presidentes dos partidos que compõem a coalizão Chile Vamos, em outubro de 2016. Da esquerda para a direita: Cristián Monckeberg (RN), Felipe Kast (Evópoli), Alejandra Bravo (PRI) e Hernán Larraín (UDI).

Chile Vamos é uma coalizão política chilena composta por quatro partidos de centro, centro-direita e direita. Foi criada em 29 de janeiro de 2015 pelos secretários gerais dos partidos que a compõem: Javier Macaya (UDI), Mario Desbordes (RN), Eduardo Salgas (PRI) e Jorge Saint-Jean (Evópoli), em um ato realizado no antigo edifício do Congresso Nacional de Chile. Em 27 de abril de 2016, foi oficialmente inscrita perante o Serviço Eleitoral do Chile para disputar as eleições primárias de prefeitos e as eleições municipais do mesmo ano.

## História
Em 2 de agosto de 2014, durante o Conselho Nacional da Renovação Nacional realizado em Santiago, o presidente do partido, Cristián Monckeberg, fez um chamado a seu partido junto à UDI e ao então movimento político Evópoli a refundar a Aliança com o nome de Coalizão pela Liberdade. Também foram feitas negociações com o Partido Regionalista Independente para que se somasse à coalizão, as quais concluíram em dezembro de 2014 quando fora acordada a criação de uma nova coalizão para disputar as eleições municipais de 2016 e ainda as eleições presidenciais, parlamentares e de conselheiros regionais de 2017.
A nova coalizão foi oficializada em 29 de janeiro de 2015, iniciando o processo de busca de um nome para a nova agremiação partidária.
Em agosto de 2015, os quatro partidos membros entraram em acordo para apresentar duas listas para as eleições de vereadores em 2016: uma composta pela RN e pela UDI, e a outra composta pelo PRI e pela Evópoli. No mesmo mês, foi cogitado que "Levantemos" seria o nome de maior consenso dentro da coalizão como sua nova marca. No entanto, o nome gerou polêmica com a ONG Desafio Levantemos Chile, a qual expressou sua rejeição pela similaridade do nome e do logotipo. Em resposta, membros do bloco opositor argumentaram que o nome da coalizão ainda não estava oficializado, e que "Levantemos" era apenas uma das opções de escolha.
Em 4 de outubro foi apresentado oficialmente o novo nome e logotipo da coalizão: "Chile Vamos". No entanto, posteriormente anunciou-se que o lançamento oficial da coalizão seria realizado em 19 de outubro. Finalmente, o lançamento oficial ocorreu em 19 de dezembro, no antigo edifício do Congresso Nacional Chileno.
Em 24 de novembro, a coalizão optou por apresentar três listas de vereadores para as eleições municipais de 2016: uma da UDI, outra da RN, e uma terceira formada pelo PRI e pela Evópoli.

## Composição
A coalizão é formada pela União Democrática Independente e pela Renovação Nacional, partidos que faziam parte da antiga Aliança e suas diversas denominações desde 1989, além dos partidos Evolução Política e Partido Regionalista Independente. Também fazem parte da Chile Vamos outros dois movimentos políticos: o "Republicanos", liderado por Julio Isamit; e Social-cristão, encabeçado por Vicente Alti. Outros movimentos, como Evangélicos em Ação, também procuram integrar a coalizão. Em abril de 2016, o movimento Constrói Sociedade também passou a compor a aliança política.
Os líderes dos partidos que conformam a coalizão são:
| Partido (nome em Espanhol) | Partido (nome em Espanhol)                                                                 | Fundação | Presidente                  | Coalizão anterior |
| -------------------------- | ------------------------------------------------------------------------------------------ | -------- | --------------------------- | ----------------- |
|                            | União Democrática Independente (Unión Demócrata Independiente)                             | 1983     | Jacqueline van Rysselberghe | Aliança           |
|                            | Renovação Nacional (Renovación Nacional)                                                   | 1987     | Mario Desbordes             | Aliança           |
|                            | Evolução Política (Evolución Política)                                                     | 2012     | Hernán Larraín Matte        | Nenhuma           |
|                            | Partido Regionalista Independente Democrata (Partido Regionalista Independiente Demócrata) | 2018     | Hugo Ortiz de Filippi       | Nenhuma           |

## Resultados eleitorais

### Eleições presidenciais
| Eleição | Candidato        | 1º Turno  | 1º Turno | 2º Turno  | 2º Turno | Resultado |
| Eleição | Candidato        | Votos     | %        | Votos     | %        | Resultado |
| ------- | ---------------- | --------- | -------- | --------- | -------- | --------- |
| 2017    | Sebastián Piñera | 2 417 216 | 36,64%   | 3 795 421 | 54,57%   | Eleito    |

### Eleições parlamentares
| Eleição | Deputados | Deputados  | Deputados | Senadores | Senadores  | Senadores |
| Eleição | Votos     | % de votos | Cadeiras  | Votos     | % de votos | Cadeiras  |
| ------- | --------- | ---------- | --------- | --------- | ---------- | --------- |
| 2017    | 2 318 719 | 38,66%     | 72 / 155  | 628 320   | 37,71%     | 19 / 43   |

### Eleições municipais
| Eleição | Prefeitos | Prefeitos  | Prefeitos | Vereadores | Vereadores | Vereadores  |
| Eleição | Votos     | % de votos | Cadeiras  | Votos      | % de votos | Cadeiras    |
| ------- | --------- | ---------- | --------- | ---------- | ---------- | ----------- |
| 2016    | 1 827 815 | 38,45%     | 145 / 345 | 1 794 792  | 39,49%     | 916 / 2 240 |

### Eleições de conselheiros regionais
| Eleição | Votos   | % de votos | Cadeiras  |
| ------- | ------- | ---------- | --------- |
| 2017    | 945 290 | 41,44%     | 133 / 278 |